# Harald von Hirschfeld
 Harald Siegwart Hans Lutze von Hirschfeld  (* 10. Juli 1912 in Weimar; † 18. Januar 1945 am Duklapass) war ein deutscher Generalmajor im Zweiten Weltkrieg.

## Leben
Hirschfeld stammte aus einer mecklenburgischen Familie von Offizieren und Hofbeamten. Sein Vater Günther von Hirschfeld, ein Sohn von Ludwig von Hirschfeld, war als promovierter Jurist Großkaufmann geworden. Harald von Hirschfeld verbrachte seine Kindheit als Auslandsdeutscher in Brasilien und Spanien. 1931 legte er an einem Potsdamer Gymnasium die Primareife ab und war vom Herbst 1932 bis zum Frühjahr 1933 als Auslandskorrespondent des Völkischen Beobachters in Paris tätig. Im März 1933 kehrte er nach Deutschland zurück, wo er zum 1. März 1933 in die NSDAP eintrat (Mitgliedsnummer 1.541.656) und sich auch der SA anschloss.
Vom 1. Juli 1933 bis zum 31. März 1935 war Hirschfeld Adjutant des Polizeipräsidenten von Kassel, des SA-Führers Friedrich Pfeffer von Salomon, absolvierte anschließend seinen Reichsarbeitsdienst und trat nach dessen Beendigung am 29. Oktober 1935 als Dreijährig-Freiwilliger in das Gebirgsjäger-Regiment 99 in Kempten im Allgäu ein. Dort wurde er am 30. September 1936 zum Gefreiten der Reserve befördert und mit diesem Tage zum Reserveoffizieranwärter ernannt. Es folgte am 12. November 1936 die Beförderung zum Oberjäger der Reserve, am 10. Dezember 1936 zum Feldwebel der Reserve und schließlich am 1. September 1937 zum Leutnant der Reserve. Als solcher wurde Hirschfeld am 12. Oktober 1936 in das Gebirgsjäger-Regiment 98 versetzt. Vom 10. Juli 1938 absolvierte er dann einen einmonatigen Lehrgang an der Kriegsschule Potsdam. Am 1. September 1938 übernahm man Hirschfeld in das aktive Dienstverhältnis. Ab 10. November 1938 fungierte er dann als Adjutant des II. Bataillons seines Regiments. Am 1. Juli 1939 wurde er Zugführer in der 16. Panzerabwehr-Kompanie.
Mit Beginn des Zweiten Weltkriegs kam er als Ordonnanzoffizier in den Stab des Regiments, nahm am Überfall auf Polen teil und war vom 9. Dezember 1939 bis 20. Januar 1940 wieder Zugführer. Anschließend wurde Hirschfeld, der am 1. Juni 1940 zum Oberleutnant befördert worden war, bis August 1940 mit der Führung der Kompanie beauftragt, die er während des Westfeldzugs führte. Am 2. August 1940 ernannte man ihn zu deren Chef, setzte ihn vom 25. November bis 6. Dezember 1940 im Stab der 1. Gebirgs-Division ein und übertrug ihm anschließend das Kommando über die 7. Kompanie. Diese führte er im Krieg gegen die Sowjetunion und wurde am 15. November 1941 mit dem Ritterkreuz des Eisernen Kreuzes ausgezeichnet sowie am 1. April 1942 zum Hauptmann befördert. Am 26. April erfolgte die Ernennung zum Kommandeur des II. Bataillons und als solcher erhielt er für die Kämpfe im Kaukasus am 23. Dezember 1942 das 164. Eichenlaub zum Ritterkreuz des Eisernen Kreuzes.
Vom 18. Januar bis 15. Juni 1943 befand sich Hirschfeld in der Führerreserve und erhielt hier die Beförderung zum Major am 21. Januar 1943. Im Juli kehrte er als Bataillonskommandeur zur 1. Gebirgs-Division zurück, wurde am 3. Oktober mit der Führung des Gebirgsjäger-Regiments 98 beauftragt und am 1. Dezember 1943 unter gleichzeitiger Beförderung zum Oberstleutnant zu dessen Kommandeur ernannt.
Im September 1943 war Hirschfeld als Regimentskommandeur maßgeblich am Massaker auf Kefalonia beteiligt.
Am 1. Juni 1944 erfolgte die Beförderung zum Oberst und vom 21. Juli bis 1. September 1944 seine abermalige Versetzung in die Führerreserve. Zeitgleich absolvierte er im August einen Divisionsführer-Lehrgang. Man beauftragte ihn dann mit der Führung der 564. Volksgrenadier-Division, kurz darauf am 15. September der 337. Volksgrenadier-Division und schließlich ab 22. September 1944 der 78. Volks-Sturm-Division zugeteilt, deren inoffizieller Kommandeur er wurde (offiziell war der Oberst Alois Weber Kommandeur). Unter gleichzeitiger Beförderung zum Generalmajor wurde Hirschfeld am 15. Januar 1945 (rückwirkend zum 1. Dezember) zum Kommandeur der nun in 78. Infanterie-Division umbenannten ehemaligen 78. Volks-Sturm-Division ernannt.
Hirschfeld verstarb infolge eines Fliegerangriffs am 18. Januar 1945 und wurde am 10. Februar 1945 postum zum Generalleutnant befördert. Seine beschleunigte Karriere in der zweiten Kriegshälfte lässt sich zu einem großen Teil durch seine geistige Nähe zum Nationalsozialismus erklären. Hirschfeld galt als der Prototyp des vom NS-Regime geforderten politischen Offiziers.
Hirschfeld war mit Sylvina Gräfin Dönhoff verheiratet, der Tochter des früheren kaiserlichen Generalkonsuls in Argentinien Bogislav von Dönhoff. Die Witwe heiratete 1954 den früheren Generalleutnant der deutschen Luftwaffe Adolf Galland. Die Tante Bodild von Hirschfeld war die Ehefrau des SA-Obergruppenführers Curt von Ulrich.